# John Morressy
John Morressy (* 8. Dezember 1930 in Brooklyn, New York City; † 20. März 2006 in Sullivan, New Hampshire) war ein US-amerikanischer Science-Fiction- und Fantasy-Autor.

## Leben
Morressy absolvierte nach dem Schulbesuch seinen Wehrdienst in der US Army und begann im Anschluss ein Studium an der St. John’s University, das er 1951 mit einem Bachelor of Arts (B.A.) abschloss. Später absolvierte er ein postgraduales Studium an der New York University, welches er 1961 mit einem Master of Arts (M.A.) beendete.
Er begann Mitte der 1960er Jahre mit dem Schreiben von Science-Fiction und Fantasyromanen und gab sein Debüt 1966 mit dem Roman The Blackboard Cavalier.
1968 übernahm er eine Professur für Anglistik am Franklin Pierce College in New Hampshire und lehrte dort bis 1991. Daneben war er zwischen 1978 und 1991 dort auch „Writer-in-Residence“.
Bekannt wurde er dann ab den 1970er Jahren mit verschiedenen Romanserien wie der Del Whitby-, Iron Angel- und der Kedrigern-Reihe. Daneben verfasste er Kurzgeschichten wie No More Pencils, No More Books (1979).
Einige seiner Bücher erschienen auch in deutscher Übersetzung.

## Bibliografie
Del Whitby-Serie
- Starbrat (1972)
  - Deutsch: Kind der Sterne. Ullstein 2000 #31032, 1981, ISBN 3-548-31032-X.
- Stardrift (1973, auch als Nail Down the Stars)
  - Deutsch: Söldner des Alls. Ullstein 2000 #31035, 1982, ISBN 3-548-31035-4.
- Under a Calculating Star (1975)
  - Deutsch: Labyrinth zwischen den Sternen. Ullstein-Bücher #31018, 1980, ISBN 3-548-31018-4.
- A Law for the Stars (1976)
- Frostworld and Dreamfire (1977)
  - Deutsch: Frostwelt und Traumfeuer. Knaur-Science-fiction #5747, 1982, ISBN 3-426-05747-6.
- The Mansions of Space (1983)

Iron Angel-Serie
- Ironbrand (1980)
- Greymantle (1981)
- Kingsbane (1982)
- The Time of the Annihilator (1985)

Kedrigern-Serie
- 1 A Voice for Princess (1986)
- 2 The Questing of Kedrigern (1987)
- 3 Kedrigern in Wanderland (1988)
- 4 Kedrigern and the Charming Couple (1989)
- 5 A Remembrance for Kedrigern (1990)
- 6 Kedrigern and the Dragon Comme Il Faut (1994)
- The Kedrigern Chronicles Vol. I: The Domesticated Wizard (2002, Erzählungen)
- The Kedrigern Chronicles Vol. II: Dudgeon and Dragons (2003)

Romane
- The Blackboard Cavalier (1966)
- The Addison Tradition (1968)
  - Deutsch: Unruhe im Addison-College. Verlag Neues Leben, Berlin 1972.
- A Long Communion (1974)
- The Humans of Ziax II (1974)
- The Windows of Forever (1975)
- The Extraterritorial (1977)
- The Drought on Ziax II (1978)
- The Juggler (1996)

Sammlung
- Other Stories (1983)

Kurzgeschichten
- Accuracy (1971)
  - Deutsch: Der Unregistrierte. In: Wulf H. Bergner (Hrsg.): Sieg in der Kälte. Heyne (Heyne Science Fiction & Fantasy #3320), 1972.
- When the Stars Threw Down Their Spears (1973)
  - Deutsch: Die Prüfung. In: Wulf Bergner (Hrsg.): Ein Tag in Suburbia. Heyne (Heyne Science Fiction & Fantasy #3353), 1973.
- No More Pencils, No More Books (1979)
  - Deutsch: Ein ganz gewöhnlicher Schultag. In: Manfred Kluge (Hrsg.): Gefährliche Spiele. Heyne (Heyne Science Fiction & Fantasy #3899), 1982, ISBN 3-453-30822-0.
- The Empath and the Savages (1979)
- Autumn Sunshine for Moe Joost (1979)
- The Last Jerry Fagin Show (1980)
- Final Version (1982)
- The Mirrors of Moggropple (1982)
- Circumstances (1983)
- Concerning the Game (1983)
- Flight and Pursuit (1983)
- Heinrich's Game (1983)
- The Corridor (1983)
- The Detour (1983)
- The Man at the Wall (1983)
- Short Timer (1983)
- Glory, Glory (1983)
- Nothing to Lose, Nothing to Kick (1983)
- Executives and Elevators (1984)
- Stoneskin (1984)
  - Deutsch: Steinhaut. In: Ronald M. Hahn (Hrsg.): Sphärenklänge. Heyne (Heyne Science Fiction & Fantasy #4389), 1987, ISBN 3-453-31387-9.
- Some Work of Noble Note (1985)
- Two Fables (1985)
- Laugh Clone Laugh (1986)
- A Legend of Fair Women (1987)
- Timekeeper (1990)
  - Deutsch: Hüter der Zeit. In: Ronald M. Hahn (Hrsg.): Hüter der Zeit. Heyne (Heyne Science Fiction & Fantasy #4888), 1992, ISBN 3-453-05402-4.
- The Three Wishes (1990)
- The Liberator (1991)
- Except My Life, Except My Life, Except My Life (1991)
- Variant: Except My Life³ (1991)
- A Tale of Three Wizards (1991)
- The Call (1992)
- In and Out with Me (1992)
- A Boy and His Wolf: Three Versions of a Fable (1993)
- Working Stiffs (1993)
- Orphan's Choice (1993)
- Quality Time (1994)
- The Last Variety of Religious Experience (1995)
- Rimrunner's Home (1997)
  - Deutsch: Die Heimat des Patrouilleurs. In: Ronald M. Hahn (Hrsg.): Die Marsprinzessin. Heyne (Heyne Science Fiction & Fantasy #6330), 1999, ISBN 3-453-15663-3.
- The Persistence of Memory (1998)
- Millmouth's Last Walk-In (2001)
- About Face (2001)
- When Bertie Met Mary (2002)
- The Resurrections of Fortunato (2003)
- The Curse of the Von Krumpelsteins and Other Horrors: Contents of Volume 1 (2003)
- The Artificer's Tale (2003)
- The Unpleasantness at Le Château Malveillant (2004)
- The Long Run (2004)
- A Life in the Day of Eb and Flo: An American Epic (2004)
- The Courtship of Kate O'Farrissey (2004)
- Walter and the Wonderful Watch (2004)
- The Legend of the Whiney Man (2005)
- The Tournament at Surreptitia (2005)
- The Long and the Short and the Tall (2006)
- The True History of the Picky Princess (2006)
- The Return of the O'Farrissey (2006)
- Fool (2007)